# Gustave Olivier Lannes de Montebello
Gustave Olivier Lannes de Montebello (Parigi, 4 dicembre 1804 – Pennedepie, 29 agosto 1875) è stato un generale e politico francese.
Quarto e ultimo figlio del generale napoleonico Jean Lannes, maresciallo e duca di Montebello, e di sua moglie Louise de Guéhéneuc, Gustave Olivier Lannes fu generale di divisione, aiutante di campo di Napoleone III e senatore del Secondo impero francese.

## Biografia
Figlio del celebre generale napoleonico Jean Lannes, Gustave Olivier crebbe col mito della figura del padre che morì quando lui aveva appena cinque anni e decise pertanto di seguirne le orme. Entrò come volontario nel corpo di cavalleria dell'esercito francese al tempo della Restaurazione, prendendo parte alla Spedizione di Algeri del 1830, ove si distinse in una serie di piccoli combattimenti, ottenendo il grado di capitano degli spahis.
Nello stesso anno, dopo essere tornato in patria, prestò servizio durante l'insurrezione in Polonia contro la Russia, facendo nuovamente ritorno in Francia per poi essere promosso nel 1840 a capo squadrone e nominato Colonnello del 7º reggimento cavalleggeri nel 1847.
Luigi Napoleone Bonaparte decise di prenderlo come suo aiutante di campo durante la sua presidenza nella Seconda repubblica francese e lo mantenne in tale carica anche dopo il colpo di stato del 2 dicembre 1851 che fece assurgere il Bonaparte al ruolo di imperatore. Fu lo stesso Napoleone III a volerlo promosso generale di brigata il 22 dicembre 1851. Qualche tempo dopo, sua moglie venne nominata dama d'onore dell'imperatrice.

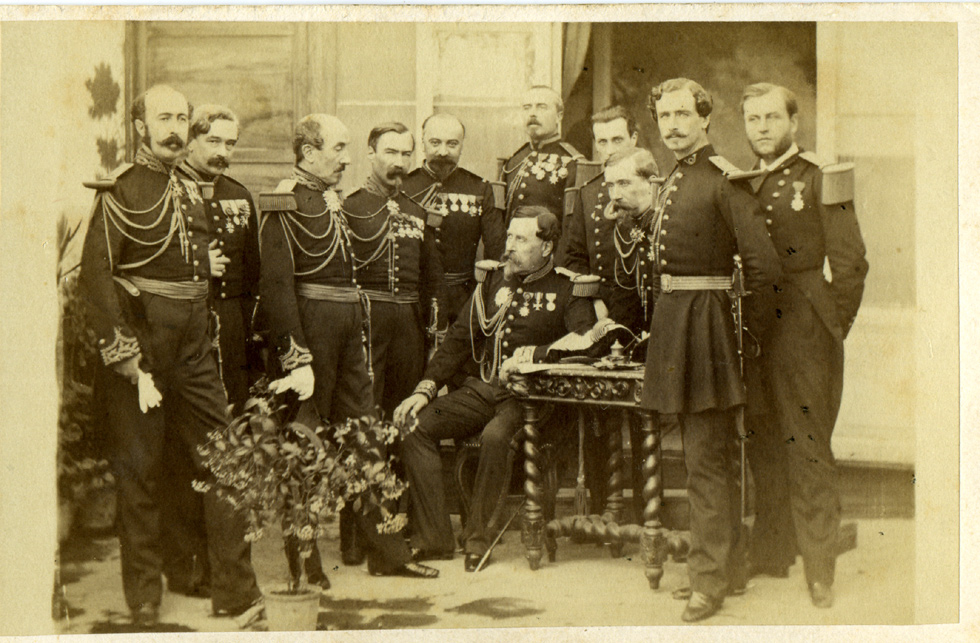
Foto di gruppo dei membri dello stato maggiore del corpo d'occupazione in Italia nel 1863: il conte di Montebello siede al centro

Nominato generale di divisione (28 dicembre 1855), nel 1861 venne incaricato di una missione a Roma presso papa Pio IX. Nel 1862 venne nominato comandante del corpo d'occupazione in Italia.

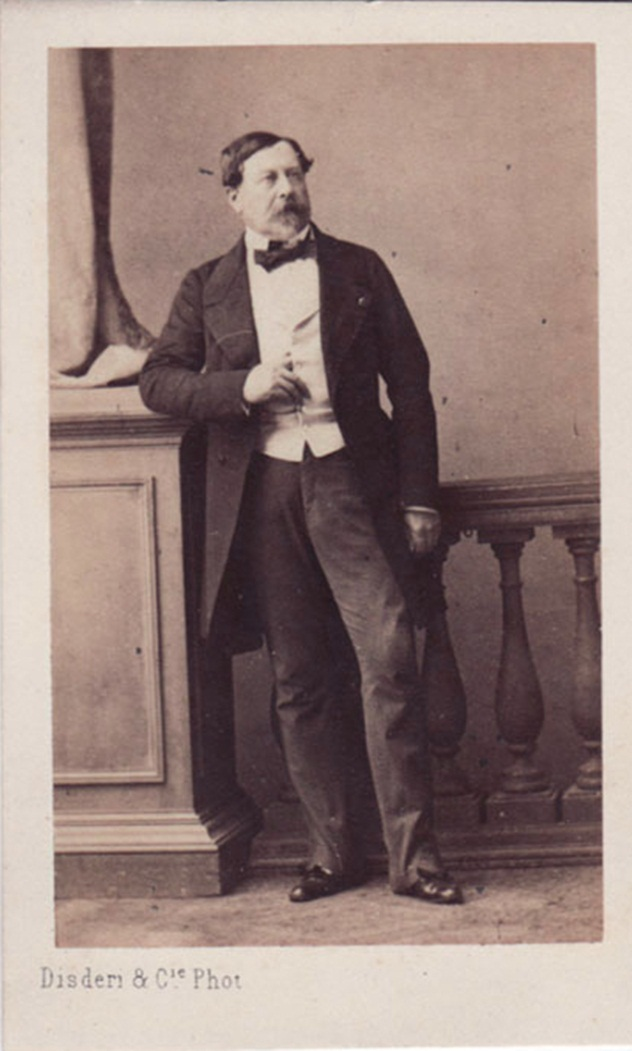
Il generale conte di Montebello, fotografato da Disdéri.

 Nel 1863, il corpo d'occupazione venne ridotto ad una sola divisione di tre brigate e un reggimento di cavalleria (il 4° ussari).
Richiamato in patria, dal 1865 il generale di Montebello comandò la divisione di cavalleria della Guardia Imperiale e nel 1864 venne nominato Cavaliere di Gran Croce del prestigioso ordine della Legion d'onore. Il 6 gennaio 1867 venne nominato senatore e dal 1869 entrò nella riserva dell'esercito.
Morì a Pennedepie, dove si era ritirato.

## Matrimonio e figli

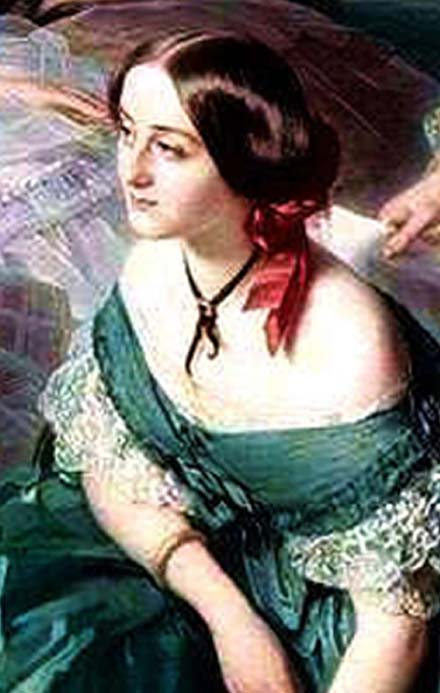
Adrienne de Villeneuve-Bargemon, contessa di Montebello, in un dipinto di Franz Winterhalter, estratto dall'opera L'Impératrice Eugénie et ses dames d'honneur del 1855.

Il general Lannes sposò il 18 gennaio 1847 a Parigi, Adrienne (30 ottobre 1826 - Nantes † 8 giugno 1870 - Parigi), dama d'onore dell'imperatrice Eugenia, figlia di Alban de Villeneuve-Bargemont (1784-1850), prefetto, deputato per Var e per il Nord.
La coppia ebbe i seguenti figli:
- Jean Alban (28 febbraio 1848 - Parigi † 29 aprile 1915 - Parigi), 2º barone di Montebello, sposò il 2 luglio 1874 a Parigi, Albertine de Briey (19 aprile 1855 - Château de La Roche-Gençay, Magné (Vienne) † 19 ottobre 1930 - Parigi), contessa del Sacro Romano Impero, figlia di Charles Louis Marie Anatole (1824-1902), conte di Briey. Ebbero due figlie e la linea diretta si estinse.
- Louise Marie Eugénie (1854 † 5 febbraio 1859).

## Araldica
| Stemma | Descrizione                                              | Blasonatura |
| \| \|  | Gustave Olivier Lannes de Montebello Conte di Montebello | Di verde alla spada d'oro posta in palo, brisata di uno chevron d'argento, posto sulla punta della spada; quarto di barone militare. Ornamenti esteriori da barone. |
|        |                                                          | |